# Hees (havezate)
Havezate de Hees stond aan de oostzijde van de Nederlandse stad Zevenaar, provincie Gelderland. Tot 2005 viel de voormalige kasteellocatie binnen de gemeente Didam, maar door een grenscorrectie kwam het hierna in de gemeente Zevenaar te liggen.

## Geschiedenis
Het gebied waar de Hees stond werd in 1370 door Dideric van Ulft gekocht van de heer van Bergh. In 1467 werd havezate de Hees voor het eerst vermeld, met Evert van Ulft als eigenaar. Op dat moment was het huis leenroerig aan de heren van Grondstein. Evert werd opgevolgd door Walraven van Lennep.
De Hees kwam in 1533 in de familie Van Delen terecht toen Alyt van Lennep, dochter van Walraven, trouwde met Gysbert van Delen. Tot in de 17e eeuw bleef de Hees in eigendom van deze familie. Door huwelijk kwam de havezate vervolgens in bezit van de familie Butler, gevolgd door de familie Heisgen. Deze laatste familie zorgde ervoor dat de Hees werd gerestaureerd en bewoonde het huis gedurende vier generaties. Hieraan kwam een eind toen Agnes Bartruyd in 1699 trouwde met Thomas Walraven van Ypelaer: hij veroorzaakte dermate veel financiële problemen, dat zijn schuldeisers de havezate in 1726 in bezit kregen en te koop aanboden. De Zwitser Chistoffel Schmitt, officier in het Staatse leger, kocht de boedel op.
In 1741 werd de Hees nog omschreven als een aanzienlijk huis. De familieleden van Schmitt moesten echter in 1766 wegens geldgebrek de Hees verkopen aan het echtpaar Johan Bruinis en Joanna Coopsen. Johan was drost van Didam en burgemeester van Doesburg. De Hees kwam al snel in bezit van zijn schoonouders, en deze familie Coopsen verkocht in 1794 alle landerijen waardoor de havezate zelf geen toegevoegde waarde meer had. Rond 1800 werd de havezate dan ook afgebroken. De bakstenen van het oude kasteeltje werden hergebruikt om een nieuwe boerderij te bouwen.
De familie De Nerée tot Babberich was in 1832 eigenaar van de boerderij. Deze brandde overigens in 1875 deels af, waarna het goed werd verkocht aan de familie Van Voorst tot Voorst. Hierna wisselde de Hees nog enkele malen van eigenaar.

## Beschrijving
Een tekening uit 1721 laat een omgracht kasteel zien, met twee haaks op elkaar staande vleugels. In de hoek van deze vleugels staat een rechthoekige toren, afgedekt door een hoog schilddak. De ene vleugel heeft een trapgevel, de andere een Gelderse gevel; beide vleugels hebben een zadeldak. Aan de zijkant staat een veelkantige toren met een uiendak.
De exacte locatie van de havezate is niet geheel duidelijk. Het kan dat de huidige boerderij op dezelfde plek staat als het voormalige kasteel, maar het is ook mogelijk dat het kasteel net ten zuiden van de boerderij heeft gestaan.
Aalst · Aardenburg · Acquoy · Aerdt · Agistaldaburg · Ahof · Aldenhaag · Aller · Ambe · Ammersoyen · Ampsen · Andelst · Angeroyen · Appelburg · Appelse walburg · Appeltern · Arler · Baak · Babberich · Baer · Baerle · Bakerbosch · Balgoij · Barlham · Batenburg · Beek · Beerenclaauw · Bemmel · Bevervoorde · Bergh · Biljoen · Bingerden · Blankenborg (Laren) · Blankenborg · Blauwe Huis · Blokhuis (Ravenswaaij) · Boelenham · Boetselaersborg · Borculo · Boswaai · Brakel · Den Brakel · Den Bramel · Bredevoort · Broekhuizen · Bronkhorst · Bruchem · Bruinhorst · Brunsberg · Bulkestein · Bunswaard · Burcht van Tiel · Buren · De Buurse · Byland · Byvanck · Caetshage · Camphuysen · De Cannenburch · de Cloese · Coldenhove · Culemborg · Dedinckweerd · Delwijnen · Didam · Diepenbroek · Hof te Dieren · Huis Dijck · Dikke Tinne · Doddendaal · Dodewaard · Doornenburg · Doornik · Doorwerth · Dooyenburg · Dorth · Doseburg · Drakenburg · Dreumel · Druten · Duivelshuis · Eerbeek · De Ehze · Elburg · Eldrik · Emmerik · Engelenburg · Groot Engelenburg · Engelrode · Enghuizen · Enspijk · De Essenburgh · Essenpas · Est · Fokkinck · Gameren · Geerestein · Geldermalsen · De Gelderse Toren · Geldersweerd · Gellicum · Gendt · Gennepestein · Glindhorst · Goudenstein · ‘s-Grevenhoef · Groot Hell · Groenlo · Groesbeek · Huis te Groesbeek · Grunsfoort · Gulden Spijker · Hackfort · Hackforts Veenhuis · Hagen · Hagevoort · Hamerden · Hanepol · Harreveld · Harslo · Hassink · Het Haveke · Hedel · Heeckeren · De Heegh · Hees · De Heest · Hellouw · Hemmen · Hernen · Motte van Hernen · Heumen · Heusden · Hoekelum · Hoekenburg · De Hoeve · De Hof · Hof d'Ooy · Hof van Arkel · Huis het Holt · Holthuis · Het Holtslag · Ter Horst · Houberg · St. Hubertus · Huissen · Hulhuizen · Hulkestein · Hulsen · Hunneschans bij De Duno · Hunneschans bij Uddel · Jonker Bloo · 't Joppe · De Kamp · Karssenberg · Kemnade · Keppel · Kermestein · Kernhem · Kervel · Kiefskamp · De Kinkelenburg · Klein Enghuizen · Kleverburg · Kortenhoeve · Laag Helbergen · Lakenburg · Landfort · Langen · Latenstein · De Lathmer · Lathum · Ter Lede · Leegpoel · Leemcuyl · Leeuwen · Leeuwenbergh · Lensenburg · Lent · Leur · Leuvenum · Leyenburg · Lichtenvoorde · Lievenstein · Loenen · Loevestein · Loil · Loowaard · Luynhorst · Hof te Maasbommel · Magerhorst · Malburgen · Malderburcht · Malsen · Manhorst · Marhulsen · De Marsch · Marveld · Mathena · Maurik · Medel · Medestein · 't Medler · Meinerswijk · De Mellard · Mensink · Mergelp · Meteren · 't Meyerink · Middachten · Millingen · Mussenberg · Nagelhorst · Nederhagen · Nederhemert · Neerijnen · Huis Neerijnen · De Nesch · Nettelhorst · Nieuwe Blokhuis ·  Nijburg · Nijenbeek · Old Putten · Notenstein · Nye Huis · Olde Spijker · Oldenaller · Oldenhof (Driel) · Oldenhof (Heteren) · De Ooij · Oolde · Oud Oolde · Oosterhout · Ophemert · Opijnen · Oud Ampsen · Oude Blokhuis · Het Oude Loo · Oude Voorst · Oudenborch · Oud-Wisch · Huis te Overasselt · Overeng · Overhagen · Overlaar · 't Oye · Palmestein · De Parck · Persingen · Plekenpol · Ploen · Pluimenburg · Poederoijen · Poelwijck · Poelwijk · De Pol (Dreumel) · Huis de Poll (Huis te Gietelo) · De Poll (Huissen) · Pollenbering · Pollenstein · Puttenstein · Het Raasink · Ravenhorst · De Rees · Ressen · Reuversweerd · Reygersfoort · Rhijnestein · Huis Rijswijk · Rode Toren · Roode Wald · Rosande · Rosendael · Rossum · Rumpt · Ruurlo · Rijsselt · Schadewijk · Schaffelaar · Scherpenzeel · Schoonbroek · Schoonderbeek · Schoonenburg · Schuilenburg · Schuilkerke · Hof te Seelbeek · Sevenaer I · Sevenaer II · Sinderen (Oude IJsselstreek) · Sinderen (Voorst) · Slangenburg · Sleeburg · Slimsijp · De Snor · Soelen · Spaansweerd · Spaldorp · Spijk · Staverden · Sterkenburg · Swanepol · Tarthorst · Teisterbant (Kerk-Avezaath) · Teisterbant (Kerkdriel) · Ter Dicke · Tolhuis · Tolhuis (Tiel) · Tollenburg · Tongerlo · Toren van Wely · Tuil · Ubbergen · Uilenburg (Ewijk) · Uilenburg (Heteren) · Ulenpas · Ulft · Upladen · Valburg · Valkhofburcht · Valkhofpalts · Vanenburg · Varik · Hof te Varsseveld · 't Velde · Velhorst · Verwolde · Vierakker · De Voorst · Voorstonden · Vorden · Vosbergen · Vredenburg · Vredestein (Driel) · Vredestein (Ravenswaaij) · Vuren · Waardenburg · Waddestein · Wadenoijen · Waede · Wageningen · Walfort · 't Waliën · De Wardt · Watergoor · Watermeerwijk · Wayenstein (Huis te Herwijnen) · Well (Huis van Malsen) · Weijenrade · Westenburg · Westerholt · Weurt · De Wiersse · Wijenburg (Echteld) · De Wildenborch · De Wildt · Wilp · Wilperhorst · Winssen · Wisch · Wychen · Wolfswaard · Woolbeek · Yrst · IJzendoorn · Zeeland · Zilveren Spijker · Zuilichem · Zwaluwenburg · Zwanenburg (Heerde) · Zwanenburg (Megchelen)